# Xavier Castaneda
Xavier Castaneda, aussi orthographié Castañeda, (né le 26 mars 2000 à Chicago) est un joueur américano-bosnien de basket-ball aux postes de meneur et d'arrière. Il mesure 1,84 mètre.

## Biographie

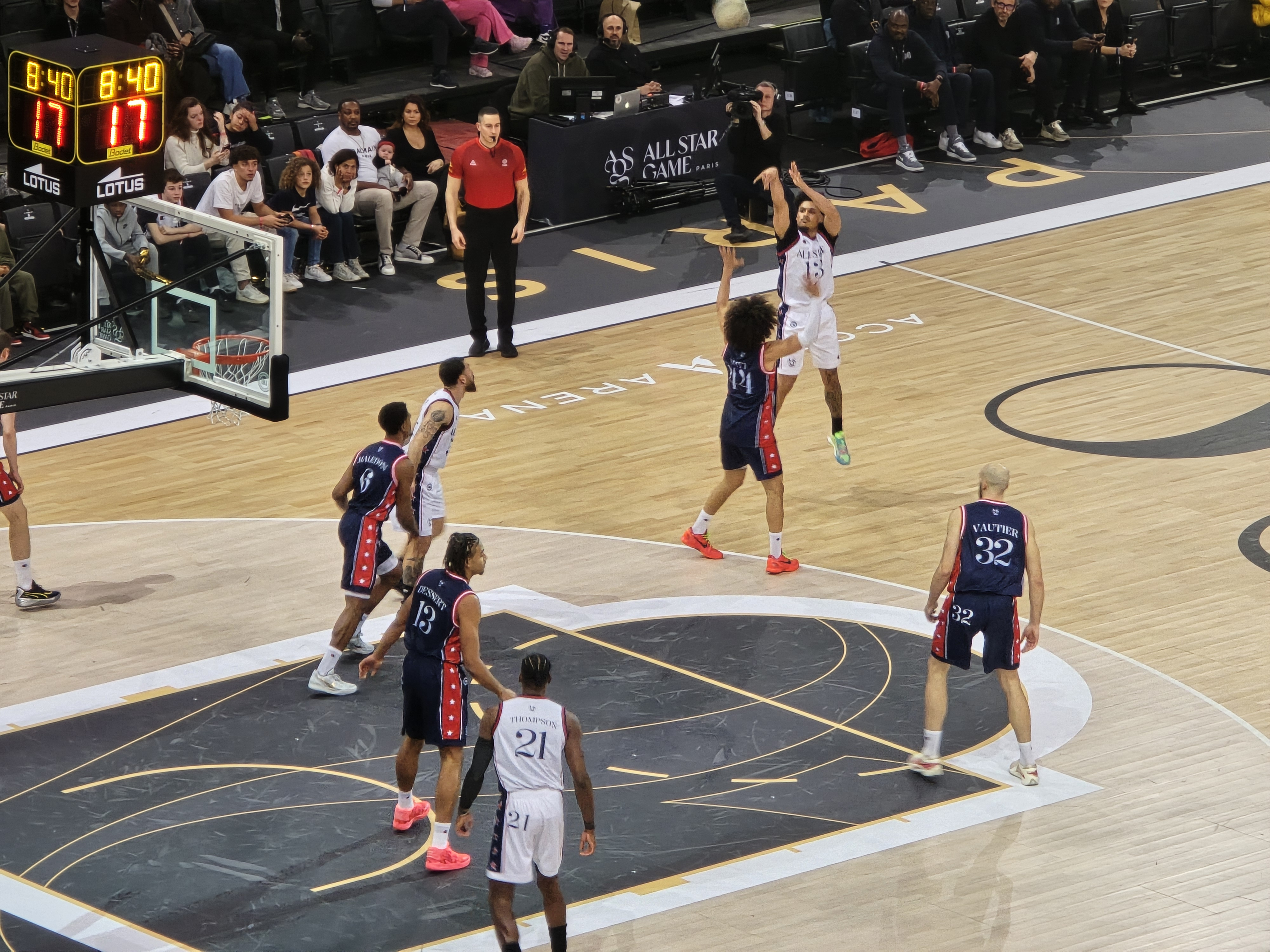
Xavier Castaneda au tir lors du All-Star Game LNB 2024.

Castaneda étudie à l'Université de Floride du Sud (2018-2021) et à l'université d'Akron (2021-2023),. Il joue la NBA Summer League 2023 avec les Clippers de Los Angeles, puis s'engage avec l'équipe grecque de G.S. Lavrio B.C. (en) pour lancer sa carrière professionnelle. En 2024, il signe avec la Jeunesse laïque de Bourg-en-Bresse en France. À sa première saison, il est sélectionné au All-Star Game LNB 2024.
Il dispose de la double nationalité bosnienne depuis novembre 2024. Il joue pour l'équipe de Bosnie-Herzégovine.